# Quadricalcarifera roepkei
Quadricalcarifera roepkei är en fjärilsart som beskrevs av Nakamura 1960. Quadricalcarifera roepkei ingår i släktet Quadricalcarifera och familjen tandspinnare. Inga underarter finns listade.